# Coudehard
Coudehard is een gemeente in het Franse departement Orne (regio Normandië) en telt 85 inwoners (2009). De plaats maakt deel uit van het arrondissement Argentan.

## Geografie
De oppervlakte van Coudehard bedraagt 8,8 km², de bevolkingsdichtheid is dus 9,7 inwoners per km².

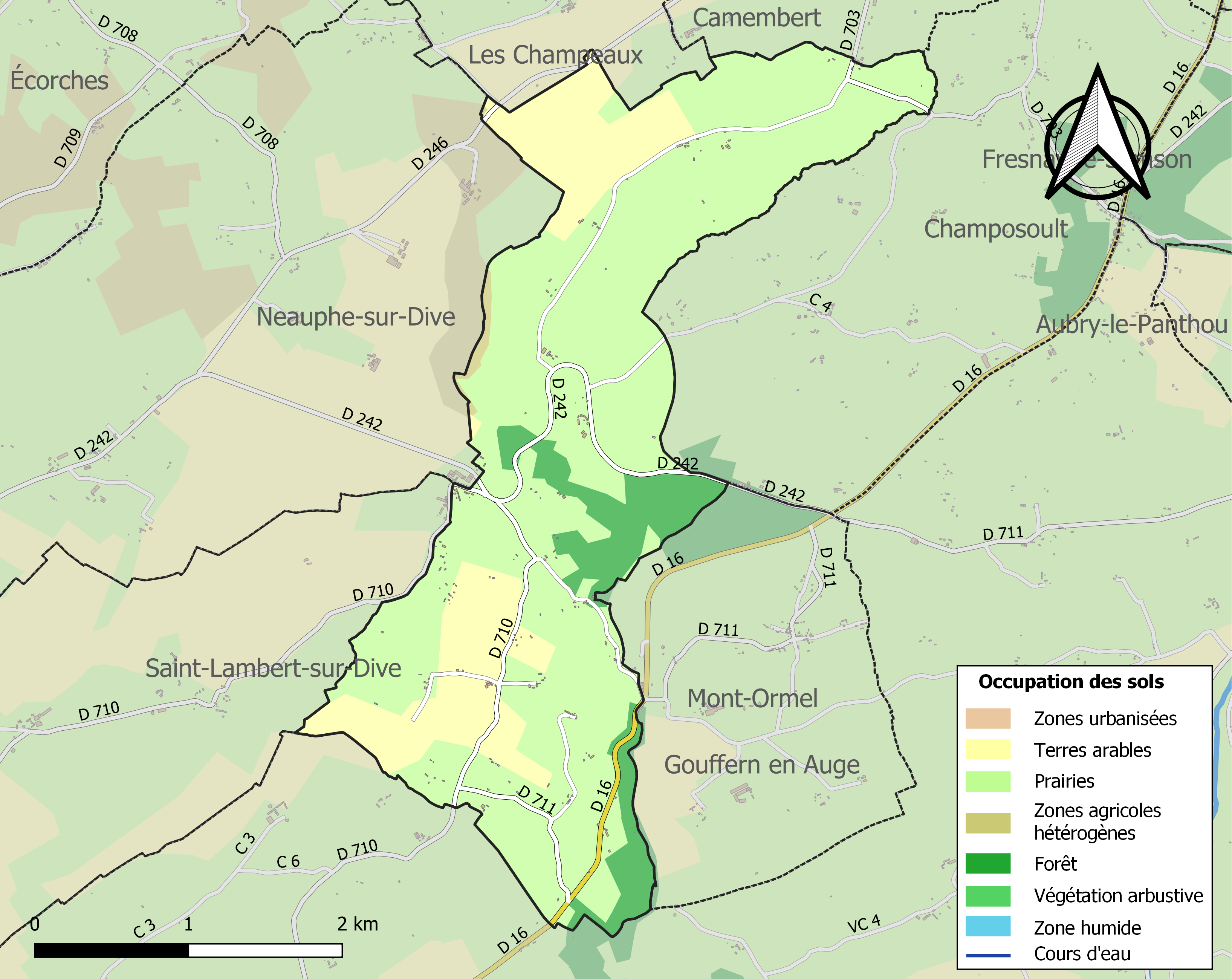
Kaart van de gemeente met de belangrijkste infrastructuur, bodemgebruik en omliggende gemeenten

## Demografie
Onderstaande figuur toont het verloop van het inwonertal (bron: INSEE-tellingen).